# Polajny
Polajny (niem. Paulehnen) – osada w Polsce położona w województwie warmińsko-mazurskim, w powiecie iławskim, w gminie Zalewo. W latach 1975–1998 miejscowość należała administracyjnie do województwa olsztyńskiego.
Wieś wzmiankowana w dokumentach z roku 1264 (jako Utreyn) i 1269 (jako Pawlin), jako wieś pruska na 20 włókach. W roku 1782 we wsi odnotowano 16 domów (dymów), natomiast w 1858 w sześciu gospodarstwach domowych było 81 mieszkańców. W latach 1937–39 było 142 mieszkańców. W roku 1973 jako osada Polajny należały do powiatu morąskiego, gmina i poczta Zalewo.